# 정조사 박종보 어찰첩
정조사 박종보 어찰첩(正祖사 朴宗輔 御札帖)은 경기도 수원시 팔달구, 수원화성박물관에 있는 어찰첩이다. 2014년 8월 29일 경기도의 유형문화재 제300호로 지정되었다.

## 개요
정조가 처남인 박종보(朴宗輔, 1760~1808)에게 보낸 친필 어찰 19통을 노란색과 분홍색의 고급 색지를 사용해 궁중 장황으로 꾸민 중요한 어찰첩이다. 내용은 정조가 박종보의 안부와 궁궐 출입 여부를 묻거나 하사한 선물의 목록이 대부분이다. 이를 통해 처남인 박종보와 매우 친밀한 사이였음을 짐작할 수 있다. 
박종보는 1787년(정조 11) 누이가 정조의 후궁인 수빈(綏嬪, 순조의 생모)이 되자 음보(蔭補 : 특별대우로 관직에 오름)로 장악원주부(掌樂院主簿)에 등용되었고, 여러 관직을 거쳐 호조판서에 이르렀다. 시호는 충익(忠翼)이다.

## 참고 문헌
- 정조사 박종보 어찰첩 - 국가유산청 국가유산포털